# 스탈린 카스트로
 스탈린 데헤수스 카스트로(Starlin Dejesus Castro
, 1990년 3월 24일 ~ )는 도미니카 공화국의 야구 선수이다.

## 수상 경력
- 내셔널 리그 올스타 3회 (2011년, 2012년, 2014년)
- 아메리칸 리그 올스타 1회 (2017년)